# Jekatierina Popławska
Kaciaryna Papłauska (biał. Кацярына Паплаўская; ur. 7 maja 1987 w Homlu) – białoruska lekkoatletka specjalizująca się w biegu na 100 metrów przez płotki. 
Była uczestniczką igrzysk olimpijskich w Pekinie w 2008 roku. W 2012 roku zdobyła srebrny medal podczas Mistrzostw Europy w Helsinkach. W tym samym roku reprezentowała Białoruś na igrzyskach olimpijskich w Londynie, lecz została zdyskwalifikowana ze swojego biegu półfinałowego. W 2015 sięgnęła po srebro światowych igrzysk wojskowych w Mungyeong. Podczas rozgrywanych w Amsterdamie (2016) mistrzostw Europy zawodniczka dotarła do półfinału biegu na 100 metrów przez płotki.

## Rekordy życiowe
- Bieg na 100 metrów przez płotki – 12,91 (5 czerwca 2012, Ryga)
- Skok w dal – 6,38 (13 czerwca 2012, Turku)